# Julidochromis marlieri

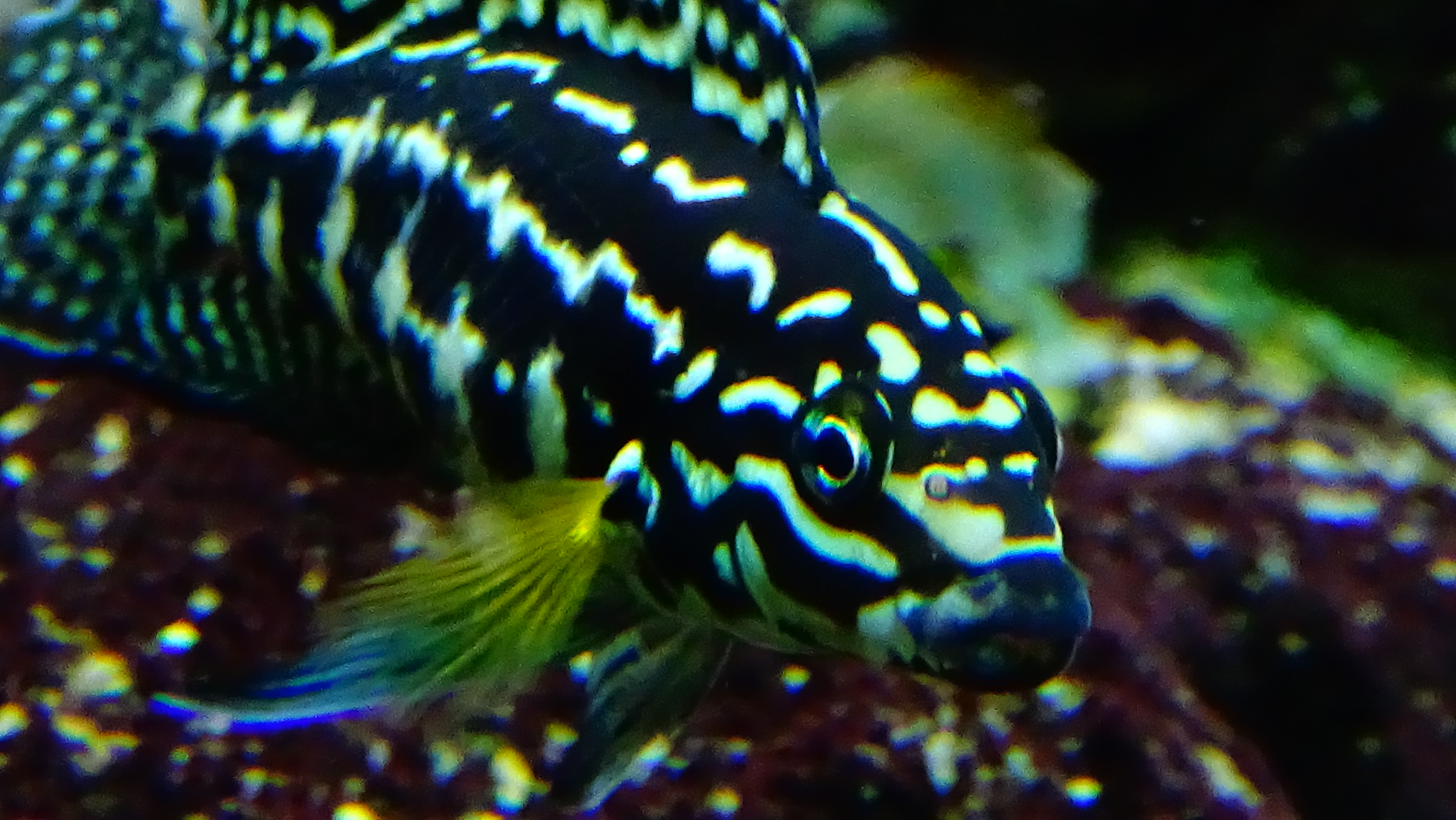

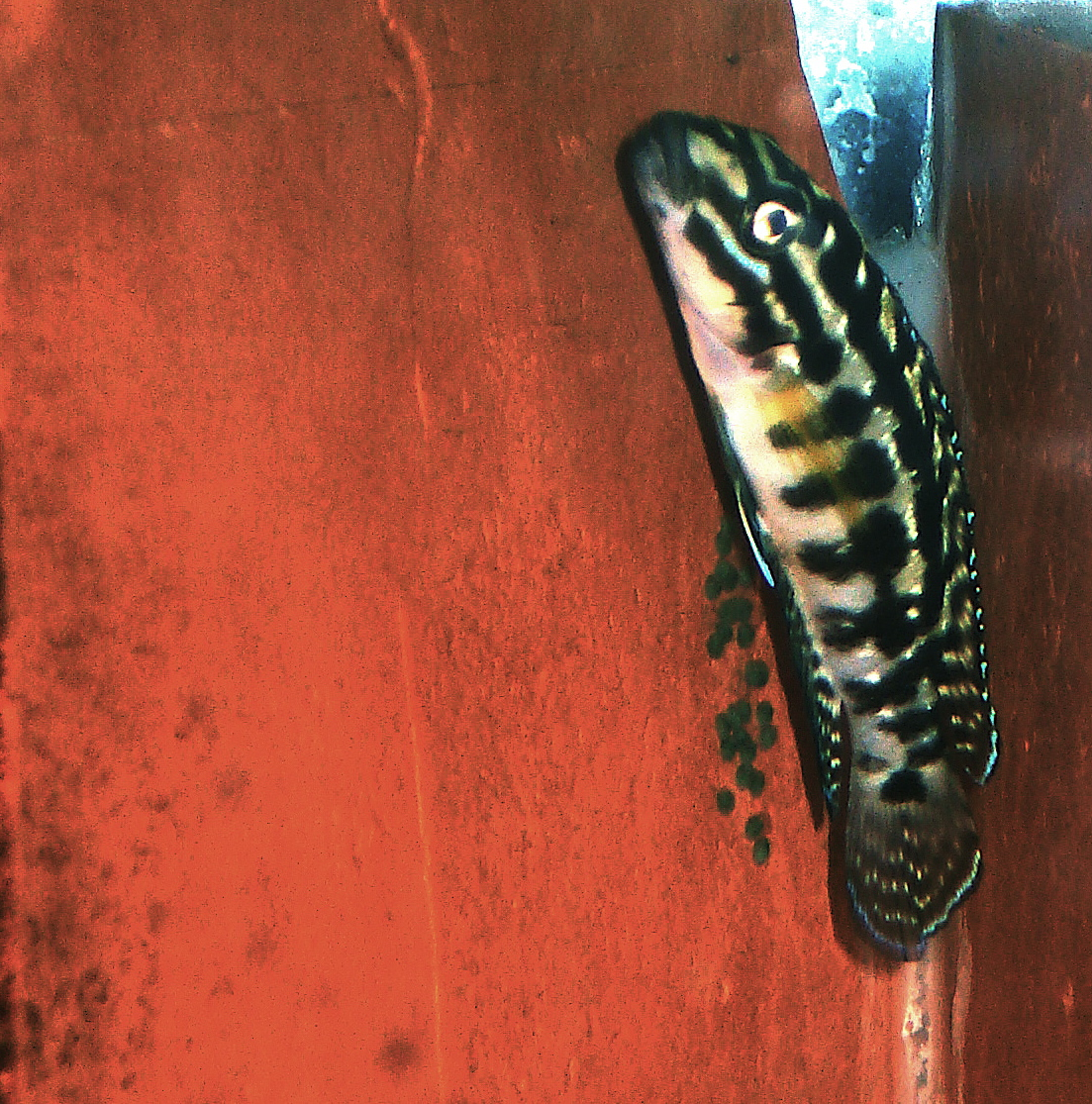
Mascle tenint cura dels ous

Julidochromis marlieri és una espècie de peix de la família dels cíclids i de l'ordre dels perciformes.

## Morfologia i reproducció
Els mascles poden assolir els 13 cm de longitud total. Cos esvelt, cilíndric i amb un color groguenc de fons realçat per 4 bandes horitzontals negres. Aleta dorsal força allargada. Aleta anal vorejada per una franja negra. Mostra alguns punts escampats per tot el cos. És monògam en captivitat i la posta pot tindre lloc a l'interior d'un test bolcat. Es podria confondre amb Julidochromis regani, però la grandària d'aquest darrer no depassa els 7 cm.

## Alimentació
És omnívor: es nodreix d'algues i de copèpodes del gènere Cyclops.

## Distribució geogràfica
Es troba a l'Àfrica oriental: és un endemisme del nord-oest del llac Tanganyika a Burundi, Zàmbia i la República Democràtica del Congo.

## Observacions
Al seu biòtop natural viu en zones rocalloses molt clivellades i les variacions del seu color li permeten identificar-se amb l'entorn gràcies al seu mimetisme. El seu mode de vida és estrictament condicionat pel substrat i, així, els alevins ja neixen fixats a la volta d'una cavitat i passen una part de llurs vides en contacte amb el terra. És molt territorial i, de vegades, agressiu, per la qual cosa necessita un aquari específic amb aigua mitjanament dura i molt airejada, i una temperatura de 24-26 °C.